# Sivas
Sivas (in greco Σεβάστεια?, Sebastia), nota anticamente anche come Sebaste, è una città della Turchia di 312 587 abitanti (2012) capoluogo della provincia omonima.
Sorge nell'Anatolia centrale e fu fondata dagli Ittiti, ma raggiunse una qualche importanza solo sotto la dominazione romana con il nome di Sebaste.

## Storia
Nella tradizione cristiana si menzionano i quaranta martiri di Sebaste, legionari romani che sarebbero stati annegati per non aver rinnegato la propria fede.
Sotto Giustiniano divenne capoluogo della provincia Armenia Prima, ma l'apogeo fu raggiunto sotto i Selgiuchidi durante i secoli XII e XIII. Rimane famoso l'assedio cui fu sottoposta la città da parte di Tamerlano verso il 1400.
Dopo tale assedio tutti gli abitanti cristiani della città vennero o sterminati o fatti schiavi.
Per vari secoli la città non si riprese da questo evento, fino al 1919 quando si tenne il Congresso Nazionale del Movimento di Liberazione, che la portò alla ribalta nazionale.

## Cucina
Le specialità di Sivas sono la tarhana (una zuppa a base di yogurt acido), il kelecos (una zuppa di patate acida a base di yogurt) e il katmer, un pane di pasta sfoglia che può essere consumato da solo. Una caratteristica distintiva della cucina di Sivas è l'uso del madimak, che è un'erba locale usata in modo simile agli spinaci. Sivas kebabı è una varietà di kebab originaria di Sivas.

## Sport
Il club calcistico cittadino è il Sivasspor Kulübü, militante nella Süper Lig.